# 細金線魮
細金線魮，又稱細金線䰾（学名：Sinocyclocheilus gracilis）为輻鰭魚綱鯉形目鲤科金線魮屬的其中一種。分布於亞洲中國廣西壯族自治區的迪提泉流域，背鰭軟條10枚，鰭條末端變硬、臀鰭軟條8枚、脊椎骨36-38個，體長可達11.1公分，棲息在地下泉水底中層水域，生活習性不明。

## 扩展阅读
維基物種上的相關：細金線魮